# 罗伯特·斯特劳德
罗伯特·斯特劳德（英語：Robert Stroud，1890年1月28日—1963年11月21日），美国鸟类爱好者和杀人犯。1909年，他曾经过失杀死一名酒保，被判刑12年。在监狱中他经常和其他囚犯争执。1916年，在争执中他杀死了一名狱警，被判死刑。他的母亲向总统伍德罗·威尔逊申请减刑，后来他被改判无期徒刑。在狱中，他记录了金丝雀的生活习性，并养殖了多达150只金丝雀。后来有多只金丝雀因当时尚不知道的疾病死亡，他通过尝试找到了治疗的方法，并出版了多篇著作，曾影响了一些鸟类学家。在1963年，他在春田醫療中心（Springfield Medical Center）去世，享年73歲。

## 延伸作品
阿爾卡特茲的養鳥人

## 外部連結
- Alcatraz History （页面存档备份，存于）
- Crime Library
- Stroud's Digest on the Diseases of Birds （页面存档备份，存于）